# Antoine Bayle
Pour les articles homonymes, voir Bayle.
Antoine Bayle, né à Marseille le 24 mars 1825 et mort dans la même ville le 17 mars 1877, est un prêtre catholique, orateur et professeur d'éloquence, écrivain en français et en provençal.

## Biographie

### Jeunesse et formation
Il naît au sein d'une famille chrétienne. Son père est drapier. Le frère de sa mère, prêtre, lui apprend le latin et l'éduque. Il entre au Petit-séminaire de Marseille. Pour obtenir le grade de bachelier il entre au Lycée Thiers. Il remporte le prix d'honneur de philosophie le 31 août 1842. En 1843 il est au grand séminaire de Marseille. 

### Parcours
En 1847 il est collaborateur de l'abbé Jean-Baptiste Julien qui a créé les conférences de la société de Saint-François-Xavier, pour l'amélioration de la classe ouvrière. Antoine Bayle fait paraître des articles dans le recueil mensuel des conférences « mémorial des ouvriers ». Bien que seulement diacre, c'est lui qui prononce l'éloge funèbre, remarqué, de l'abbé Julien, mort le 28 février 1848. Il est ordonné prêtre le 22 avril 1848 et est nommé vicaire de la paroisse Notre-Dame-du-Mont. En octobre 1851 il est professeur de seconde au collège catholique. Il est membre de l'académie de Marseille le 23 mars 1852. En octobre 1852 il est reçu premier à un concours de recrutement à l’occasion de la fondation de six chapellenies de Sainte-Geneviève, à Paris. Au bout d'un an il démissionne de chapelain pour retourner à Marseille en qualité d'aumônier du Lycée Thiers. En octobre 1859 il est reçu docteur en théologie à la Sorbonne. Sa thèse porte sur  Prudence,  poète chrétien du ixe siècle.
Il est choisi pour prononcer l'éloge du père Lacordaire, le 19 décembre 1861.
Ses talents d'orateur sont ainsi qualifié par l'abbé Magnan  « son éloquence était populaire et on croyait entendre Jean Chrysotome ou Saint-Augustin. Mais, à l'exemple de ces deux grands orateurs, il était littéraire, et sa phrase était soignée, même dans ses allocutions familières. Ce n'était pas l'impétuosité de Bossuet, mais le charme, la douceur et le goût exquis de Massillon...». Bayle devient, en 1867, chargé du cours d'éloquence sacrée à la faculté de théologie d'Aix.
Citation de son oraison funèbre pour Lacordaire : "Je répondrais mal à votre pensée, si j'essayais d'étudier ici, dans le P. Lacordaire, l'homme de génie et l'écrivain si j'analysais l'étonnante variété de ses qualités littéraires, cet art de parler à la fois, avec un égal succès, à l'intelligence, à l'imagination et au cœur ; ce style empreint d'une si puissante originalité, où se mêlaient harmonieusement tout ce que la pensée philosophiques a de plus profond, et tout ce que l'expression poétique a de plus brillant… Je laisserai de côté toute la vie publique du P. Lacordaire, elle vous est connue, et tant d'autres en ont parlé que je ne pourrais rien ajouter. J'espère d'ailleurs, en me bornant à soulever un instant le voile qui couvrait sa vie intérieure et cachée, ne diminuer nullement votre admiration, et produire dans vos âmes une édification digne du temple ou nous sommes rassemblés, digne du tribut de prières que nous demande aujourd'hui celui que nous pleurons...".
En 1877 il est malade et cesse son activité. il meurt le 17 mars. Ses obsèques ont lieu le 19.

## Œuvres
- Les chants de l’adolescence, recueil de poésies religieuses 1846
- Le conseiller catholique (4 volumes) 1850-1852
- Petites fleurs de poésies, 1853
- Vie des saints de l’église de Marseille (2 vol.) 1855
- Vie de Saint Vincent Ferrier, 1855
- Marie au cœur de la jeune fille (ouvrage traduit de l’italien) 1855
- Vie de saint Philippe de Neri 1859
- Étude sur Prudence, suivie du Cathemricon, traduit et commenté, 1860
- Oraison funèbre du R.P. H. Lacordaire, 1861
- Les derniers jours du chrétien, 1861,
- Robert, roman, 1861
- Le christianisme et l’église à l’époque de leur fondation (traduit de l’allemand) 1861
- La poésie provençale du Moyen-âge, 4 vol. 1876
- Saint Basile, archevêque de Césarée, cours d’éloquence sacrée, 4 vol. (ouvrage posthume)
- Anthologie provençale ou choix des morceaux des poètes des poètes provençaux du XIe au XVe siècle
- Traduction de la bible (n’a pu terminer car il est mort) 4vol.publiés par lui.